# Dmytro Hrabovskij
Dmytro Ihorevytsj Hrabovskij (Oekraïens: Дмитро Ігоревич Грабовський, Hebreeuws: דימיטרי גרבובסקי) (Simferopol, 30 september 1985 – Arad, 23 januari 2017) was een Oekraïens-Israëlisch baan- en wegwielrenner.

## Carrière
Als junior werd Hrabovskij in 2002 Europees kampioen ploegenachtervolging, samen met Vitalij Kondroet, Andrij Boetsjko en Vadym Matsko. Een jaar later werd hij Europees kampioen scratch en won hij op het wereldkampioenschap de bronzen medaille in de puntenkoers. In 2004 werd hij bij de beloften, samen met Volodymyr Djoedja, Vitalij Popkov en Maksym Polisjtsjoek, Europees kampioen ploegenachtervolging. Een jaar later werd Hrabovskij met zijn teamgenoten tweede. Datzelfde jaar, 2005, won hij met Volodymyr Rybin de ploegkoers tijdens de wereldbeker in Sydney. Op het Europese wegkampioenschap won Hrabovskij de tijdrit door het 33 kilometer lange parcours drie seconden sneller af te leggen dan Dominique Cornu. Op het wereldkampioenschap in 2005 werd Hrabovskij tweede in de tijdrit en won hij de wegwedstrijd. In 2006 won Hrabovskij meerdere etappes en het eindklassement in de Giro delle Regioni, waarna hij in juni aan de start stond van de Baby Giro. In de openingstijdrit werd hij aanvankelijk tweede, achter Devid Garbelli, maar nadat de winnaar werd betrapt op het gebruik van verboden middelen werd hij uit de uitslag geschrapt en schoof Hrabovskij een plek op. In het eindklassement werd hij tweede, vijf seconden achter Dario Cataldo. Halverwege juli verlengde Hrabovskij zijn Europese tijdrittitel. Hij tekende, na een stageperiode, een profcontract bij Quick·Step-Innergetic, dat inging vanaf 2007.
Het seizoen 2007 begon voor Hrabovskij in de Vierdaagse van Duinkerke, waar plek 28 in de laatste etappe zijn beste klassering was. In juli was hij dicht bij een zege: in de tweede etappe van de Ronde van de Ain verloor hij in de sprint met drie van Brian Vandborg en Frédéric Bessy. Na twee seizoenen in Belgische dienst vertrok hij naar het Italiaanse ISD. Begin 2010 gaf hij aan zich zeer ongelukkig te hebben gevoeld in met name zijn eerste profseizoen, waardoor hij het in de drank zocht. Hij zei hierover: "Ik ben twee keer dicht bij de dood geweest, omdat ik enorm dronken was." Na in 2011 voor ISD-Lampre Continental te hebben gereden beëindigde hij aan het eind van het seizoen zijn profcarrière en ging rijden voor een Israëlisch clubteam. In 2013 won hij zowel de tijdrit als de wegwedstrijd tijdens de Israëlische kampioenschappen, maar omdat hij geen Israëlische licentie had, werden zijn overwinningen niet officieel. In 2015 ontving hij de Israëlische nationaliteit en veranderde zijn licentie, waarna hij datzelfde jaar nog nationaal kampioen tijdrijden werd. Eerder dat jaar, in januari, had hij al deelgenomen aan de Israman, een Ironman in Eilat. Hier werd hij zesde, met bijna een uur achterstand op de Nederlandse winnaar Bart Candel.
Na afloop van zijn korte profcarrière verloor hij zich in depressies en drankverslaving. Hij ontsnapte ook twee keer aan de dood na een alcoholvergiftiging. In januari 2017 overleed Hrabovskij aan de gevolgen van een hartinfarct.

## Baanwielrennen

### Palmares
| Jaar     | OK       | EK                   | WK          | Overig                  |
| Junioren | Junioren | Junioren             | Junioren    | Junioren                |
| -------- | -------- | -------------------- | ----------- | ----------------------- |
| 2002     |          | Ploegenachtervolging |             |                         |
| 2003     |          | Scratch              | Puntenkoers |                         |
| Beloften |          |                      |             |                         |
| 2004     |          | Ploegenachtervolging |             |                         |
| 2005     |          | Ploegenachtervolging |             |                         |
| Elite    |          |                      |             |                         |
| 2005     |          |                      |             | WB Sydney: · Ploegkoers |

## Wegwielrennen

### Belangrijkste overwinningen
2005
5e etappe Vijf ringen van Moskou
 Europees kampioen tijdrijden, Beloften
 Wereldkampioen op de weg, Beloften
2006
2e, 3e en 5e etappe deel B Giro delle Regioni
Eindklassement Giro delle Regioni
1e en 2e etappe Baby Giro
 Europees kampioen tijdrijden, Beloften
2010
Bergklassement Tirreno-Adriatico
2015
 Israëlisch kampioen tijdrijden, Elite

### Resultaten in voornaamste wedstrijden
| Jaar | Ronde van Italië | Ronde van Frankrijk | Ronde van Spanje |
| ---- | ---------------- | ------------------- | ---------------- |
| 2007 |                  |                     |                  |
| 2009 | 67e              |                     |                  |
| 2010 |                  |                     |                  |

| Jaar | Milaan-San Remo |  | WK op de weg |  | Wereldranglijsten |
| ---- | --------------- |  | ------------ |  | ----------------- |
| 2007 |                 |  | opgave       |  | 164e (UPT)        |
| 2009 |                 |  |              |  | 264e (UWK)        |
| 2010 | 130e            |  |              |  |                   |

### Resultaten in kleinere rondes
| Jaar | Tour Down Under | Tirreno-Adriatico | Ronde van Catalonië | Critérium du Dauphiné | Ronde van Polen | Eneco Tour |
| ---- | --------------- | ----------------- | ------------------- | --------------------- | --------------- | ---------- |
| 2007 |                 |                   |                     | 97e                   | opgave          | 67e        |
| 2008 | 67e             |                   | 116e                | 88e                   | 79e             |            |
| 2009 |                 |                   |                     |                       | opgave          |            |
| 2010 |                 | 99e               |                     |                       |                 |            |

## Ploegen
- 2006 –  Quick Step-Innergetic (stagiair vanaf 1-8)
- 2007 –  Quick Step-Innergetic
- 2008 –  Quick Step
- 2009 –  ISD-Neri[5]
- 2010 –  ISD-Neri (tot 31-8)
- 2011 –  ISD-Lampre Continental
- 2015 –  Jilun-Shakeland Cycling Team (vanaf 26-10)

Baguet · Bettini   · Boonen  · Bramati · Chicchi · Cretskens · De Weert · Engels · Gárate · Garrido · Hulsmans · de Jongh · Knaven · Nuyens · Pozzato · Rosseler · Rujano · Santaromita · Scarselli · Schwab · Tankink · Tosatto · Trenti · Van De Walle · Van Impe · Vasseur · Verheyen · Viganò · Weylandt · Wielinga · Grabovski (stagiair) · Proni (stagiair) · Vantomme (stagiair)
Baguet · Barredo · Bettini   · Boonen · Cretskens · Engels · Facci · Gárate · Grabovski · Hulsmans · de Jongh · Proni · Rosseler · Santaromita · Scarselli · Schwab · Seeldraeyers · Steegmans · Tankink · Tonti · Tosatto · Van De Walle · Van Impe · Van Petegem · Vasseur · Verheyen · Viganò · Visconti · Weylandt · Wynants · Moerman (stagiair) · Neirynck (stagiair) · Vermeersch (stagiair)
Barredo · Bettini   · Boonen · Carrara · Cretskens · Davis · Devolder · Jefimkin · Engels · Facci · Gárate · Grabovski · Hulsmans · de Jongh · Kvist · Proni · Rosseler · Scarselli · Schwab · Seeldraeyers · Steegmans · Tonti · Tosatto · Van De Walle · Van Impe · Viganò · Visconti · Weylandt · Wynants · Joseph (stagiair) · Malacarne (stagiair)